# Облога Нарви (1558)
Облога Нарви 1558 — одна з перших військових операцій Лівонської війни, в якій московське військо на чолі з воєводами Данилом Адашевим, Олексієм Басмановим та Іваном Бутурліним осадило Нарву (Ругодів). Гарнізон Нарви перебував під командуванням лицаря Фохта Шнелленберга.

## Перебіг воєнних дій

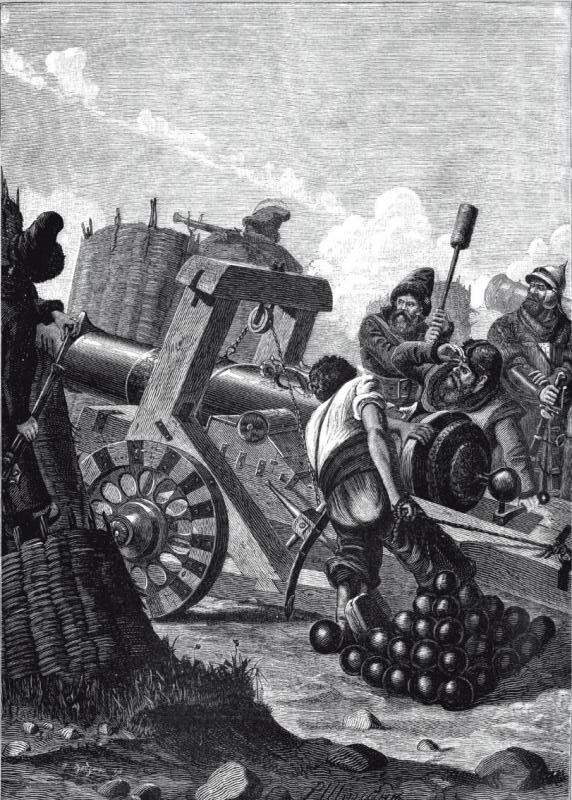
Московська облогова зброя XVI ст.

Штурму міста передували довгі артилерійські перестрілки Нарви та Івангорода. 11 травня було розпочато штурм міста, натхненний виникненням у Нарві сильної пожежі — «загорілося в Ругодіві і почало горіти у багатьох місцях». Завдяки тому, що значна частина гарнізону залишила зміцнення для боротьби з пожежею, військам Івана Грозного вдалося проломити ворота та заволодіти нижнім містом, завдавши лівонцям значних втрат. Як пише літописець, «І голови стрілецькі ворота в них ті взяли та на місто зійшли, і в ті ворота увійшли Олексій та Данило, а в Коливанську Іван Бутурлін, і німець побили багатьох». Після цього, у тому числі із захоплених гармат, був відкритий вогонь по верхньому замку для наступного нападу. Проте обложені, бачачи своє безнадійне становище, здалися за умов вільного виходу з міста. За літописом, було захоплено 230 великих і малих гармат та безліч пищалей. Жителі міста склали присягу на вірність цареві.

## Значення та наслідки
Нарва стала першою великою фортецею, взятою московським військом у Лівонській війні. Опанувавши її, Московія отримала зручну морську гавань, через яку стали можливими прямі зносини із Західною Європою. Також у Нарві почалося створення московського флоту — було обладнано верф, де почали роботи майстри з Холмогорів і Вологди. У гавані Нарви згодом базувалася флотилія з 17 судів під командою німця, данського підданого Кірстена Роде, прийнятого на московську службу.
Іван IV надіслав до Нарви новгородського архієпископа з наказом освятити місто та очолити споруду православних храмів. Нарва залишалася під російським контролем до 1581, коли її завоювала шведська армія на чолі з Понтусом Делагарді.